# エドゥアール・バラデュール
エドアール・バラデュール（エドゥアール・バラデュール、フランス語：Édouard Balladur、1929年5月2日 - ）は、フランスの政治家。フランソワ・ミッテラン政権（第2次コアビタシオン）で第14代フランス首相を務めた。

## 出生から初期の政治活動
1929年5月2日にトルコのイズミルで、アルメニア系の家庭に誕生する（バラデュール家の先祖は、アルメニア人が大半を占めていた現在のアゼルバイジャンのナヒチェヴァンから、その領土を狙うペルシャ帝国による迫害を逃れるため、イズミルに移住した）。1935年に家族はマルセイユに移る。少年期はジャン＝バティスト・ド・ラ・サール司教学院に入れられ、マルセイユのリセ・ティエールを経て、エクス＝アン＝プロヴァンス大学法学部 (faculté de droit d'Aix-en-Provence) で法学の学士号を取得した。その後、1950年頃パリに出てパリ政治学院 (institut d'études politiques de Paris) に通い、公共政策（公共サービス）でディプロムを取得、続いて1955-1957年の間、フランス国立行政学院 (ENA, École nationale d'administration) とエリートコースを歩んだ。
1957年のENA卒業と同じ年、マリー・ジョセフィー・ドラクールと結婚し、4人の息子に恵まれる。
1964年、ジョルジュ・ポンピドゥー首相の顧問となる。1969年、ポンピドゥーが大統領に当選すると、バラデュールは大統領府官房長に任命された。ポンピドゥーの死後、一時期政界から離れていたが、1980年代にジャック・シラクを中心に新たなドゴール派の政党共和国連合が結成されると、これに参加する。右派・保守政治家として活動する一方で、フランソワ・ミッテラン社会党政権が誕生すると、コアビタシオンについても早くから言及し、これを支持していた。

## 経済・財政大臣就任
1986年、第1次コアビタシオンによるジャック・シラク内閣が成立すると、経済・財政大臣（蔵相・財務相に相当）に就任する。蔵相としては、公共企業体の売却による民営化や富裕税の廃止など、一連の新自由主義的改革を実施した。1988年の大統領選挙におけるミッテランの勝利とシラクの敗北、続く総選挙での社会党の勝利によって、シラク内閣は総辞職し、ミシェル・ロカール内閣が成立する。バラデュールは、シラクと共に下野する。

## 首相就任と大統領選挙
1993年の総選挙で、社会党は一連のスキャンダル事件のため大敗北を喫し、第2次コアビタシオンが成立する。しかし、シラクはミッテランの下で首相に就任することを拒否したため、バラデュールに首相の地位が回ってきた。ここにバラデュール内閣が成立する。首相になったバラデュールは、穏健な政治姿勢と着実な政治手腕によって国民的支持を集め、次第に共和国連合総裁であるシラクから離反するようになる。さらに、党内の実力者で内相として入閣していたシャルル・パスクワの支持を得て、次期大統領選挙に立候補を決定する。こうして1995年の大統領選挙では、右派・保守陣営はシラク派とバラデュール派に分裂する。当初、バラデュールは支持率において候補者中の1位であったが、次第にシラクと社会党第一書記のリオネル・ジョスパンの間に埋没し、第1回投票における得票率は18.5%、第3位に留まり、大統領選挙から脱落した。結局、この大統領選挙ではシラクが勝利した。選挙後、シラクは当然のごとく、バラデュール及びバラデュールの支持者を冷遇した。この中には、後の大統領ニコラ・サルコジがいる。

## その後
バラデュールは、1998年のイル＝ド＝フランス知事選挙、2001年のパリ市長選挙の共和国連合内の候補者指名選挙、2002年の下院国民議会議長選挙に立候補するが、全て敗北した。一方、1980年代からバラデュールは保守・中道諸政党の糾合による統一保守党の結成を主張した。2002年、シラクによって大統領運動連合（後の国民運動連合）が結成された。
2006年に翌2007年の総選挙への不出馬を表明し、政界引退を発表した。
2024年3月時点で、存命のフランスの行政の長(首相・大統領)の経験者としては最年長となっている(存命の大統領経験者は全員21世紀になってからの就任、最古参は第9代首相のローラン・ファビウス)。

## 栄誉
1993年、国家功労勲章グランクロワ（首相として）、2008年、レジオンドヌール勲章グラントフィシエ章（首相として）受章。

## 著書（邦訳）
『流行と信念 - 政治家の条件』（Des Modes et des convictions、1992）山口俊章訳、サイマル出版会、1996年